# Impacto ambiental da pecuária

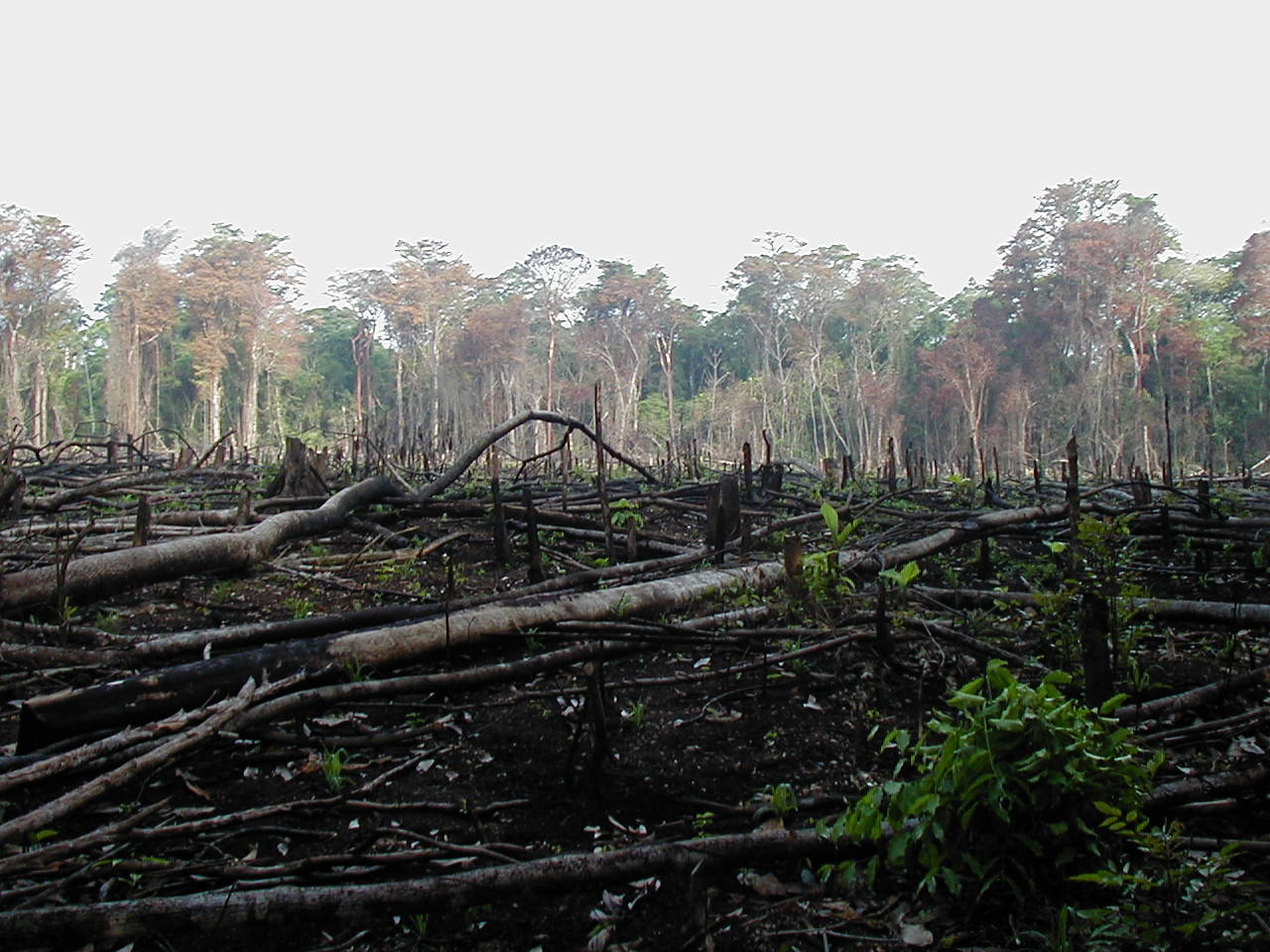
O desflorestamento, no caso da Floresta Amazônica, tem como causa principal a pecuária.

A pecuária, de acordo com um relatório publicado em 2006 pela Organização das Nações Unidas para a Agricultura e a Alimentação (FAO), é "uma das duas ou três maiores contribuintes para os mais graves problemas ambientais, em todos os níveis, do local ao global", incluindo problemas de degradação do solo, mudanças climáticas e poluição do ar, poluição e esgotamento da água e perda de biodiversidade. Deste modo, mudanças nos hábitos alimentares que envolvam a redução do consumo de carne ou mesmo a adoção de dietas vegetarianas seriam estratégias possíveis para se combater o aquecimento global.
O termo pecuária (tomado como tradução do inglês livestock sector) se refere, conjuntamente, às atividades de criação bovina de corte e leiteira, avicultura, suinicultura, pesca, etc. É utilizado aqui o conceito de pegada ecológica, ou seja, também está contabilizado o impacto de atividades subjacentes à pecuária, tais como cultivo de ração, transporte de animais e criação de pastagens.
A relação entre a pecuária e insustentabilidade ambiental se dá na medida em que a prática da pecuária demanda um consumo de recursos hídricos cerca de 5 vezes maior do que o necessário para se produzir a mesma quantidade de cereais, de acordo com estudo realizado pela FAO. Além disso, dados do Banco Mundial também demonstram que o Índice de Desenvolvimento Humano das cidades com grandes rebanhos são similares aos dos países mais pobres do mundo.

## Clima e Atmosfera
Globalmente, o setor da pecuária é responsável por 20% das emissões antropogênicas de gases do efeito estufa. Essa contribuição é maior que a do setor de transportes. Os principais fatores que determinam esse quadro são mudanças do uso da terra, especialmente desmatamento, causado pela expansão de pastagens e áreas de cultivo de ração; emissão de metano como resultado do processo de fermentação entérica; e emissão de óxido nitroso a partir do esterco.
A pecuária contribui com 9%, 37% e 65% das emissões antropogênicas de dióxido de carbono, metano e óxido nitroso, respectivamente. Cabe lembrar que o gás metano e o óxido nitroso são, respectivamente, 23 vezes e 296 vezes mais potentes que o dióxido de carbono como agentes do efeito estufa, tendo em consideração as respetivas equivalências em dióxido de carbono.
A atividade pecuária é, também, responsável por 64% das emissões antropogênicas de amônia, que contribui significativamente para a ocorrência de chuvas ácidas e para a acidificação do solo.

## Recursos Hídricos (Água)
|              | Hoekstra & Hung (2003) | Chapagain & Hoekstra (2003) | Zimmer & Renault (2003) | Oki et al. (2003) | Média |
| Carne bovina |                        | 15977                       | 13500                   | 20700             | 16726 |
| Carne suína  |                        | 5906                        | 4600                    | 5900              | 5469  |
| Queijo       |                        | 5288                        |                         |                   | 5288  |
| Frango       |                        | 2828                        | 4100                    | 4500              | 3809  |
| Ovos         |                        | 4657                        | 2700                    | 3200              | 3519  |
| Arroz        | 2656                   |                             | 1400                    | 3600              | 2552  |
| Soja         | 2300                   |                             | 2750                    | 2500              | 2517  |
| Trigo        | 1150                   |                             | 1160                    | 2000              | 1437  |
| Milho        | 450                    |                             | 710                     | 1900              | 1020  |
| Leite        |                        | 865                         | 790                     | 560               | 738   |
| Batata       | 160                    |                             | 105                     |                   | 133   |

Contaminação da água com dejetos animais, antibióticos e hormônios, e fertilizantes e pesticidas usados no cultivo de rações, além de assoreamento causado por pastagens degradadas são os principais efeitos negativos da pecuária em relação à água, e caracterizam-na como a atividade humana que mais a polui. A pecuária é responsável também por 8% do consumo humano de água do planeta, a maior parte dela destinada à irrigação de culturas de ração.
A tabela ao lado mostra o resultado de alguns estudos sobre uso de água de alguns produtos da pecuária e, para comparação, de alguns gêneros agrícolas. Como sempre, é considerada a pegada ecológica.

## Biodiversidade
O setor da pecuária, incluindo pastagens e áreas de cultivo de ração, ocupa atualmente cerca de 30% da superfície terrestre do planeta, área previamente ocupada por outros ecossistemas.
Das 825 biorregiões terrestres classificadas pela organização não-governamental WWF, 306 estão, em algum nível, ameaçadas pela pecuária. A organização sem fins lucrativos Conservation International definiu 35 "áreas selvagens ou regiões marinhas de alta biodiversidade ao redor do globo", sendo que 23 dessas áreas estarão afetadas pela produção de animais.
A pecuária é também a principal força motriz do desmatamento da Floresta Amazônica. Segundo o Ministério do Meio Ambiente do Brasil, cerca de 75% da área desmatada na Amazônia Legal é ocupada pela pecuária. Para comparação, a indústria madeireira, legal ou ilegal, contribui com apenas 3% do desmatamento na Amazônia. No entanto, extração de madeira é, com frequência, seletiva, o que degrada o ambiente, não sendo todavia contabilizada como desmatamento.
A pecuária intensiva é, ao lado da construção de hidrelétricas, a principal ameaça ao Pantanal.

## Alternativas
Nesse sentido, a abstinência no consumo de carne, como acontece no vegetarianismo, aparece como uma eventual solução para os referidos problemas de sustentabilidade ambiental. Se num primeiro momento o principal argumento da maior parte dos vegetarianos era o dos direitos animais, existe também a questão da sustentabilidade. De acordo com o biólogo estadunidense Edward O. Wilson, da Universidade Harvard, só será possível alimentar a população mundial no fim do século se todos se abstiverem de comer carne. A questão pode ser traduzida em termos matemáticos: se por um lado a produção de grãos de uma fazenda com cem hectares pode alimentar 1.100 pessoas comendo soja, ou 2.500 com milho, por outro, a carne produzida a partir da utilização da mesma área para produção de ração bovina ou pasto alimentaria o equivalente a oito pessoas.